# Улица Ногина (Самара)
У́лица Ногина́  находится в Красноглинском районе Самары. Располагается между улицами Сергея Лазо и Красноглинским шоссе.

## Происхождение названия
Получила своё имя 4 июля 1968 года в честь советского партийного и государственного деятеля Виктора Павловича Ногина.

## Здания и сооружения
Первоначальная застройка улицы была барачной. Затем застраивалась пятиэтажными типовыми «хрущёвками» 1960-х годов.
Чётная сторона
По чётной стороне улицы в советское время находился цех № 8 СНТК им. Кузнецова, а также мебельный цех. Теперь располагается крупнейший в посёлке Управленческом рынок «Красноглинские торговые ряды».
Нечётная сторона
Дома 13 и 15 занимают структуры МВД по Красноглинскому району, прокуратура Красноглинского района.
В районе домов 11 — 13 есть небольшой сквер.
Нереализованные планы застройки
В 2023 году строительная компания попросила городские власти разрешения застроить участок площадью 5536 квадратных метров на улице Ногина, где планировала возвести высотки. Было «отказано на основании отрицательных голосов членов комиссии по подготовке проекта правил землепользования и застройки при главе Самары», причиной стал слишком маленький показатель парковочных мест: 0,4 на одну квартиру.

## Транспорт
По улице Ногина не проходит маршрутов общественного транспорта. Но в непосредственной близости от улицы располагается центральная остановка «Управленческий». Добраться до неё можно
- автобусами 1, 45, 50, 51, 78, 79 (447)
- маршрутными такси 113, 210, 221, 232, 389, 392, 392А, 406.

По итогам 2022 года перекрёсток Красноглинское шоссе — ул. Ногина вошёл в печальный «Топ-10» по количеству ДТП на самарских улицах.